# Bernhard Gröschel
Bernhard Gröschel, nemški jezikoslovec, slavist in visokoškolski učitelj, * 19. junij 1939, † 4. oktober 2009.

## Življenjepis
V Renske Friedrich–Wilhelmove univerze v Bonnu je študiral slavistiko, splošno jezikoslovje, komunikologijo in fonetiko. Leta 1967 je tam doktoriral. Od 1967 do 1976 je bil predavatelj na Oddelku za jezikoslovje in na Oddelku za komunikologijo Univerze v Bonnu. Od 1977 do svoje upokojitve leta 2004 je predaval na Oddelku za splošno jezikoslovje Vestfalske Wilhelmove univerze v Münsteru.
Daset let je pisal svoje življenjsko delo. V svoji znanstvani monografiji o srbohrvaščini med jezikoslovjem in politike izraža kritiko hrvaške filologije in politizacije jezikoslovja. Dokazuje da hrvati in srbi govorijo variante istega jezika. En mesec po izdaji knjige so Gröschela našli mrtvega.

## Izbrana bibliografija
- Die Sprache Ivan Vyšenśkyjs: Untersuchungen und Materialien zur historischen Grammatik des Ukrainischen, Böhlau Verlag, Köln in Wien 1972, str. 384 (Slavistische Forschungen, Bd. 13) ISBN 3-412-04372-9
- Materialistische Sprachwissenschaft, Beltz, Weinheim in Basel 1978, str. 239 (Pragmalinguistik, Bd. 15) ISBN 3-407-58026-6
- Sprachnorm, Sprachplanung und Sprachpflege, Institut für Allgemeine Sprachwissenschaft der Westfälischen Wilhelms-Universität, Münster 1982, str. 232 (Studium Sprachwissenschaft, Bd. 6)
- (Soavtor s Eleno Parwanowo) Russisch-deutsches Wörterbuch der linguistischen Terminologie: Band 1 und 2, Institut für Allgemeine Sprachwissenschaft der Westfälischen Wilhelms-Universität, Münster 1985, str. 935 (Studium Sprachwissenschaft, Beiheft 3)
- Die Presse Oberschlesiens von den Anfängen bis zum Jahre 1945: Dokumentation und Strukturbeschreibung, Gebr. Mann, Berlin 1993, str. 447 (Schriften der Stiftung Haus Oberschlesien: Landeskundliche Reihe, Bd. 4) ISBN 3-7861-1669-5
- Studien und Materialien zur oberschlesischen Tendenzpublizistik des 19. und 20. Jahrhunderts, Gebr. Mann, Berlin 1993, str. 219 (Schriften der Stiftung Haus Oberschlesien: Landeskundliche Reihe, Bd. 5) ISBN 3-7861-1698-9
- Themen und Tendenzen in Schlagzeilen der Kattowitzer Zeitung und des Oberschlesischen Kuriers 1925 - 1939: Analyse der Berichterstattung zur Lage der deutschen Minderheit in Ostoberschlesien, Gebr. Mann, Berlin 1993, str. 188 (Schriften der Stiftung Haus Oberschlesien: Landeskundliche Reihe, Bd. 6) ISBN 3-7861-1719-5
- (Soavtor s Clemensom-Peterom Herbermannom in Ulrichom Hermannom Waßnerjem) Sprache & Sprachen: Teil 1: Fachsystematik der allgemeinen Sprachwissenschaft und Sprachensystematik ; mit ausführlichen Terminologie- und Namenregistern, Harrassowitz, Wiesbaden 1997, str. 630, ISBN 3-447-03948-5
- (Soavtor s Clemensom-Peterom Herbermannom in Ulrichom Hermannom Waßnerjem) Sprache & Sprachen: Teil 2: Thesaurus zur allgemeinen Sprachwissenschaft und Sprachenthesaurus, Harrassowitz, Wiesbaden 2002, str. 389, ISBN 3-447-04567-1
- Das Serbokroatische zwischen Linguistik und Politik: mit einer Bibliographie zum postjugoslavischen Sprachenstreit, Lincom Europa, München 2009, str. 451, (Lincom Studies in Slavic Linguistics, Bd. 34), ISBN 978-3-929075-79-3 (COBISS) Inhaltsverzeichnis.